# Huta Piekarska
Huta Piekarska [pronunciación en polaco: /ˈxuta pjɛˈkarska/] es un pueblo ubicado en el distrito administrativo de Gmina Mszczonów, dentro del condado de Żyrardów, Voivodato de Mazovia, en el este de Polonia central. Se encuentra aproximadamente a 8 kilómetros al suroeste de Mszczonów, a 15 kilómetros al sur de Żyrardów, y a 50 kilómetros al suroeste de Varsovia.